# Agrupación al Servicio de la República
De Agrupación al Servicio de la República (Nederlands: Groepering voor Dienst aan de Republiek, ASR) was een losse Spaanse politieke vereniging van gelijkgezinden die van 1931 tot 1933 bestond. De ASR was geen politieke partij in de gewone zin van het woord, maar eerder vormden de leden een soort vereniging die tot doel had de ondersteuning van het nieuwe republikeinse bewind.
De ARS bestond voornamelijk uit intellectuelen (o.a. José Ortega y Gasset), schrijvers en journalisten die teleurgesteld waren in de monarchie omdat deze de militaire dictatuur van generaal Miguel Primo de Rivera (1923-1930) actief ondersteunde. De intellectuelen hadden hooggespannen verwachtingen van de republiek en de nieuwe republikeinse instellingen en hoopte dat het nieuwe regime de aloude tegenstellingen in Spanje zou overbruggen. Bij de verkiezingen voor de Grondwetgevende Cortes op 28 juni 1931 verkreeg de ARS 13 zetels. Eén van de verkozenen was José Ortega y Gasset, de bekende filosoof. 
Omdat de republiek er niet in slaagde om de tegenstellingen te overbruggen en de nieuwe republikeinse politici het vooral met elkaar oneens waren, raakten veel gekozenen van de ASR (w.o. Ortega y Gasset) teleurgesteld in het regime. De steun onder intellectuelen voor de republiek nam die jaren zienderogen af en op 13 oktober 1933 werd de ASR ontbonden. 

## ZetelverdelingCortes Generales1931-1933
| Jaar | Jaar | zetels | verschil |
| ---- | ---- | ------ | -------- |
|      | 1931 | 13     | -        |